# William Oliver (Offizier)
Sir William Pasfield Oliver GBE KCB KCMG (* 8. September 1901; † 26. Februar 1981) war ein britischer Offizier und Generalleutnant des Heeres.
Er war von 1954 bis 1955 der sechste Kommandant des Britischen Sektors von Berlin und somit einer der alliierten Stadtkommandanten. Von 1959 bis 1965 war er Britischer Hoher Kommissar in Australien und 1967 Generalbevollmächtigter für die Expo in Montreal.

## Militärkarriere
William Oliver trat 1920 als Angehöriger in das noch nicht umbenannte Queens Own Royal West Kent Regiment ein und diente nach seiner Ausbildung in verschiedenen Staaten des Commonwealth, u. a. als jüngster Captain in Indien.
1927 wurde Oliver Adjutant seines Regiments und wechselte 1931 als Ausbilder an die Army School for Physical Training nach Aldershot.
1936 übernahm er die Position des Stabschefs einer Einheit in Indien und wurde schließlich 1937 Generalstabsoffizier.
Während des Zweiten Weltkriegs wurde er, inzwischen zum Lieutenant Colonel befördert, erneut Ausbilder an einer Militärakademie. Ab 1940 war er Stabsoffizier beim Heereskommando Süd.
1941 wurde Oliver zum Kommandierenden Offizier des 70. Bataillons des Welch Regiments ernannt. Ein Jahr später erfolgte die Ernennung zum stellvertretenden Abteilungsleiter im Kriegsministerium, ehe er 1943 als Brigadier zum Generalstab der 9. Armee in den Nahen Osten versetzt wurde.
1944 befehligte Oliver die Landstreitkräfte im Nahen Osten und kehrte später wieder in den Generalstab zurück. Bereits 1945 erfolgte die Ernennung zum Stabschef von General Sir Bernard Paget.
Nach dem Zweiten Weltkrieg übernahm Oliver als Generalmajor den Posten des Kommandierenden Generals der 31. Infanteriebrigade der Rheinarmee.
Ab 1949 lehrte Oliver als Ausbilder am Imperial Defense College, ehe er 1951 Stabschef im Ostkommando wurde. Nur ein Jahr später wurde ihm die Aufgabe des Stabsoffiziers des Hohen Kommissars in Malaya übertragen.

## Stadtkommandant in Berlin
Als Nachfolger von Charles Coleman wurde Oliver am 13. März 1954 neuer Kommandant des Britischen Sektors von Berlin und somit einer der alliierten Stadtkommandanten. Er bildete mit dem US-Amerikaner Thomas Timberman und dem Franzosen Pierre Mançeaux-Demiau die höchste Instanz der West-Alliierten Berlins. Er gehörte somit der Alliierten Kommandantur an, die dem Alliierten Kontrollrat unterstellt war.
Als Stadtkommandant übernahm er einen der wichtigsten und herausragendsten Posten, den das britische Militär außerhalb Großbritanniens zu vergeben hatte. Als solcher war er zum einen militärischer, aber vor allem „politischer Führer“ seines Landes und übte eine Art Vertretereigenschaft für Königin Elisabeth II. aus, da Berlin formal nicht zum Geltungsbereich der Bundesrepublik Deutschland gehörte und Großbritanniens in Bonn residierender Botschafter unzuständig war.
Wie seine Vorgänger auch, konzentrierte sich Oliver als Stadtkommandant überwiegend auf die politische und diplomatische Vertretung seines Landes und seine Aufgaben als Mitglied der Alliierten Kommandantur, während der jeweilige Brigadekommandeur die rein militärische Führung der Britischen Streitkräfte in der Vier-Sektoren-Stadt übernahm.
Mit dem Wechsel nach Berlin bezog Oliver mit seiner Familie die im Berliner Ortsteil Gatow befindliche Villa Lemm. Auf dem Anwesen residierten auch die Mitglieder des britischen Königshauses während ihrer Berlin-Aufenthalte. Der Funktion des Gastgebers gegenüber der Königsfamilie kam ein britischer Stadtkommandant mindestens einmal pro Jahr nach, wenn die Abnahme der Königlichen Geburtstagsparade („Queens Birthday Parade“) auf dem Berliner Maifeld am Olympiastadion anstand.
Am 30. April 1955 wurde Oliver wieder abberufen und durch Robert Cottrell-Hill als Stadtkommandant abgelöst.

## Weitere Stationen
Nach seiner Berliner Zeit übernahm Oliver als Generalleutnant den Posten des Vize-Chefs des Generalstabs von Königin Elisabeth II.
Schließlich trat er 1957 in den Ruhestand.
Von 1957 bis 1959 war er Stabsoffizier beim Staatssekretär für Commonwealth-Angelegenheiten. Im Anschluss wechselte er bis 1965 auf die Stelle des Britischen Hohen Kommissars für Australien.
Ein letztes Amt übernahm er 1967 als Generalbevollmächtigter für die Expo in Montreal.
Oliver wurde durch Königin Elisabeth II. mehrfach geadelt. So wurde er 1956 Knight Commander des Order of the Bath, 1962 Knight Commander des Order of Saint Michael and Saint George und 1965 Knight Grand Cross des Order of the British Empire.
William Oliver starb 1981.